# Hammond (Nuevo Brunswick)
Hammond es una parroquia canadiense situada en la provincia de Nuevo Brunswick.

## Superficie
Hammond tiene una superficie de 244,24 km².

## Demografía
En 2021, tenía 276 habitantes, una densidad poblacional de 1,1 hab./km², y 159 viviendas.